# Pena de morte na Itália
O uso da pena de morte na Itália é proibido desde 1889, com exceção do período de 1926 a 1947, abrangendo o período do fascismo na Itália e a restauração precoce da democracia. Antes da unificação da Itália em 1860, a pena de morte era praticada em quase todos os estados pré-unitários, exceto na Toscana, onde foi abolida historicamente em 1786. Atualmente, está fora de uso como resultado da adoção da constituição atual e extinta a partir de 1 de janeiro de 1948.

## História
Na Itália, o primeiro estado pré-unitário a abolir a pena de morte foi o Grão-Ducado da Toscana em 30 de novembro de 1786, sob o reinado de Pietro Leopoldo (que mais tarde se tornou Leopoldo II, Sacro Imperador Romano), após cerca de quatorze anos de moratória de facto. Então a Toscana foi o primeiro estado europeu moderno do mundo a acabar com a tortura e a pena de morte.

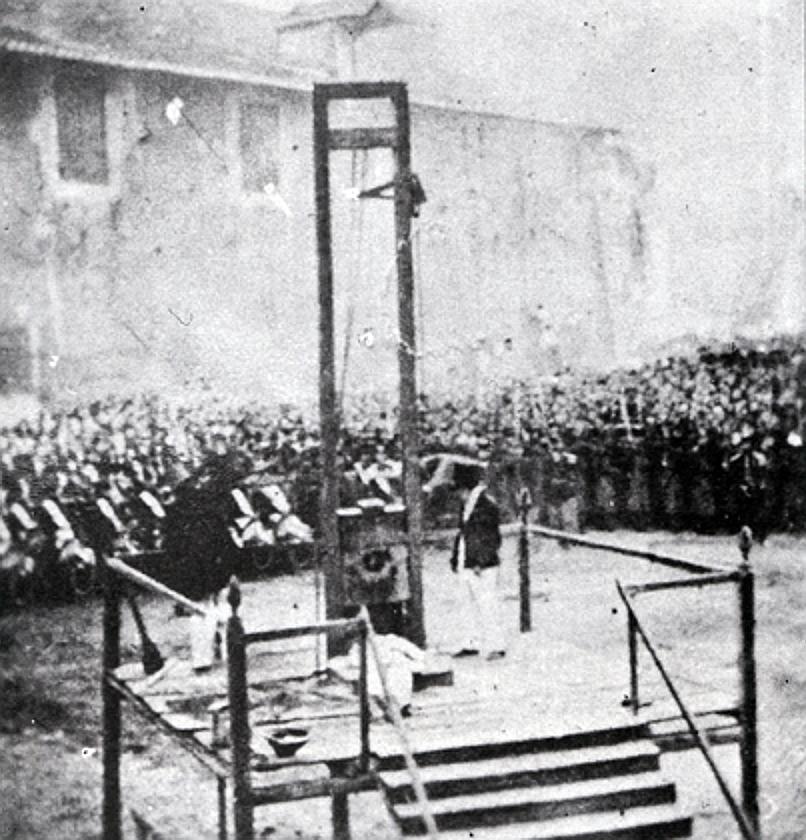
Execução da pena de morte por guilhotina nos Estados Papais em 1868, pouco antes de sua conquista pelo Reino da Itália. A pena de morte foi posteriormente abolida em todo o país em 1889 e revivida apenas sob o fascismo italiano.

No entanto, a pena de morte foi quase imediatamente reintroduzida no Grão-Ducado em 1790, devido à turbulência que acompanhou a partida de Pietro Leopoldo para Viena. Em 1831 foi proclamada uma moratória às execuções. Com uma lei datada de 11 de outubro de 1847, no contexto da anexação do Ducado de Luca à Toscana, o Grão-Duque Leopoldo II, neto de Pietro Leopoldo, aboliu a pena de morte no seu novo ducado, que se tornou, portanto, o único território abolicionista até fevereiro de 1848, quando o Supremo Tribunal de Florença estendeu prontamente a medida a todo o território do Grão-Ducado.
Também desta vez, porém, a abolição durou pouco e, em 1852, a pena capital foi restaurada novamente, apenas para ser reabolida pela terceira vez em 1859 pelo governo provisório que tomou posse após a expulsão da Casa de Habsburgo-Lorena. Em todo o período desde a restauração pós-napoleónica até 1859, ocorreram apenas duas execuções capitais no Grão-Ducado, em 1820 e 1830, e um terceiro caso, em 1854, não pôde ser realizado por impossibilidade prática (já não havia um carrasco nomeado em serviço, a guilhotina foi jogada no Arno em 1848, não havia pessoal disposto a se envolver), e o Grão-Duque não teve escolha senão perdoar o condenado, apesar de ele ter sido condenado por "um enormíssimo delito".
No entanto, a pena de morte era sancionada nos códigos de direito de todos os outros estados pré-unitários; portanto, quando o Reino da Itália foi proclamado em 1860, a legislação foi dividida, pois a pena de morte foi mantida em vigor em toda a Itália, exceto na Toscana, cuja opinião pública abominava a sua enésima reintrodução.
Posteriormente, a pena de morte foi definitivamente abolida no Código Penal em 1889, com a aprovação quase unânime das duas Casas do Parlamento, por sugestão do ministro Zanardelli. Contudo, as execuções na Itália não eram realizadas desde 1877, quando o rei Umberto I concedeu um perdão geral (decreto real de amnistia de 18 de janeiro de 1878). Ironicamente, como resultado desse perdão e da resultante moratória de facto sobre as execuções, Giovanni Passannante não pôde ser condenado à morte após ter atentado contra a vida do rei em 1878. A pena de morte ainda estava presente nos códigos penais militares e coloniais.
Em 1926, foi reintroduzido pelo ditador Benito Mussolini para punir aqueles que fizeram uma tentativa contra o rei, a rainha, o herdeiro aparente ou o primeiro-ministro, bem como por espionagem e rebelião armada. O Código Rocco (1930, em vigor a partir de 1º de julho de 1931) acrescentou mais crimes à lista dos puníveis com pena de morte e reintroduziu a pena capital para alguns crimes comuns. No entanto, foi usado escassamente; até o início da guerra, em 1940, foram realizadas nove execuções, supostamente por ofensas políticas, seguidas de outras 17 até a rendição da Itália em julho de 1943 (em comparação com quase 80.000 execuções legais na Alemanha nazista, incluindo tribunais marciais).
As últimas pessoas executadas por crimes civis foram três ladrões sicilianos, também condenados por assassinato, que agrediram e atiraram em um poço dez pessoas (ainda vivos) em uma fazenda perto de Villarbasse (província de Turim) em 1945. O presidente, Enrico de Nicola, recusou-se a perdoá-los e eles foram executados por um pelotão de fuzilamento em 4 de março de 1947 na margem do rio Basse di Stura, nos subúrbios de Turim. Esta foi a última execução na Itália.
A Constituição italiana, aprovada em 27 de dezembro de 1947 e em vigor desde 1º de janeiro de 1948, aboliu completamente a pena de morte para todos os crimes civis e militares em período de paz. Esta medida foi implementada pelo decreto legislativo 22/48 de 22 de janeiro de 1948 (provisão de coordenação em conseqüência da abolição da pena de morte). A pena de morte ainda estava em vigor na Itália no código penal militar, apenas por alta traição contra a República ou por crimes perpetrados em teatros de guerra (embora nenhuma execução tenha ocorrido) até a lei 589/94 de 13 de outubro de 1994 a abolir completamente. de lá também, e substituiu-o pela pena máxima do código penal civil (prisão perpétua). Em 2007, uma emenda constitucional foi adotada. O artigo 27 da Constituição italiana foi alterado para proibir totalmente a pena de morte.
Antes da abolição, a pena de morte era sancionada no artigo 21 do código penal italiano. Declarou que: "a pena de morte deve ser executada disparando dentro de uma penitenciária ou em qualquer outro local sugerido pelo Ministério da Justiça. A execução não é pública, a menos que o Ministério da Justiça determine o contrário".
Um projeto de lei para ratificar o 13º Protocolo da Convenção Europeia de Direitos Humanos havia sido aprovado pelo Senado em 9 de outubro de 2008 (foi aprovado anteriormente pela Câmara dos Deputados em 24 de setembro).  Foi ratificado em 3 de março de 2009.

## Opinião pública
Menos da metade dos italianos aprovou a execução de Saddam Hussein em 2006. A Itália propôs a moratória da ONU sobre a pena de morte, que insta os estados a estabelecer uma moratória para as execuções com vista à abolição e instou os estados ao redor do mundo a aprová-la. O ex-ministro das Relações Exteriores da Itália, Massimo D'Alema, também afirmou que o próximo passo era trabalhar na abolição da pena de morte.
O European European Values Study (EVS) constatou que 42% dos entrevistados na Itália disseram que a pena de morte nunca pode ser justificada, enquanto apenas 58% disseram que sempre pode ser justificada.